# آرامگاه سیف‌الله قتال
مقبره سیف اله قتال مربوط به دوره ایلخانی است و در شهرستان لارستان عمادده، محله سادات، جنب مسجد جامع قدیم واقع شده و این اثر در تاریخ ۱۹ مرداد ۱۳۸۴ با شمارهٔ ثبت ۱۲۷۱۶ به‌عنوان یکی از آثار ملی ایران به ثبت رسیده است.